# Walid Muallem
Walid Muallem (Arabisch: وليد المعلم) (Damascus, 13 januari 1941 - 16 november 2020) was minister van Buitenlandse Zaken van Syrië tot 2011, toen hij, na een fusie tussen het ministerie van Buitenlandse Zaken en ministerie van Emigratie, minister van Buitenlandse Zaken en Emigratie werd.

## Jeugd en opleiding
Walid was leerling van een openbare school in Damascus van 1948 tot 1960. Vervolgens studeerde hij economie aan de Universiteit van Caïro, waar hij in 1963 afstudeerde.

## Carrière
Muallem begon zijn carrière bij het ministerie van Buitenlandse Zaken in 1964. Hij werkte als ambassadeur van Syrië in Roemenië van 1975 tot en met 1980. Vervolgens werd hij hoofd van de identificatie/vertaling-afdeling van het ministerie van Buitenlandse Zaken van 1980 tot 1984. Hij werkte als regeringsfunctionaris van 1984 tot en met 1990. Na het dienen als ambassadeur van Syrië in de Verenigde Staten, van 1990 tot 1999, werd Muallem benoemd als assistent-minister van Buitenlandse Zaken in 2000. Hij werd in 2005 benoemd tot staatssecretaris van Buitenlandse Zaken.
Hij werd benoemd tot minister van Buitenlandse Zaken op 11 februari 2006 tijdens een regeringswisseling waarin zijn voorganger Farouk al-Sharaa werd benoemd tot staatssecretaris. Ook was hij betrokken bij de onderhandelingen tussen Israël en Syrië, zowel voor als tijdens zijn ambtstermijn als minister van Buitenlandse Zaken. Vanaf 2012 was hij tevens vicepremier.

## Privéleven
Walid Muallem was getrouwd en had drie zonen. Hij overleed in november 2020 op 79-jarige leeftijd.